# Flugplatz Rügen

i7
i11
i13

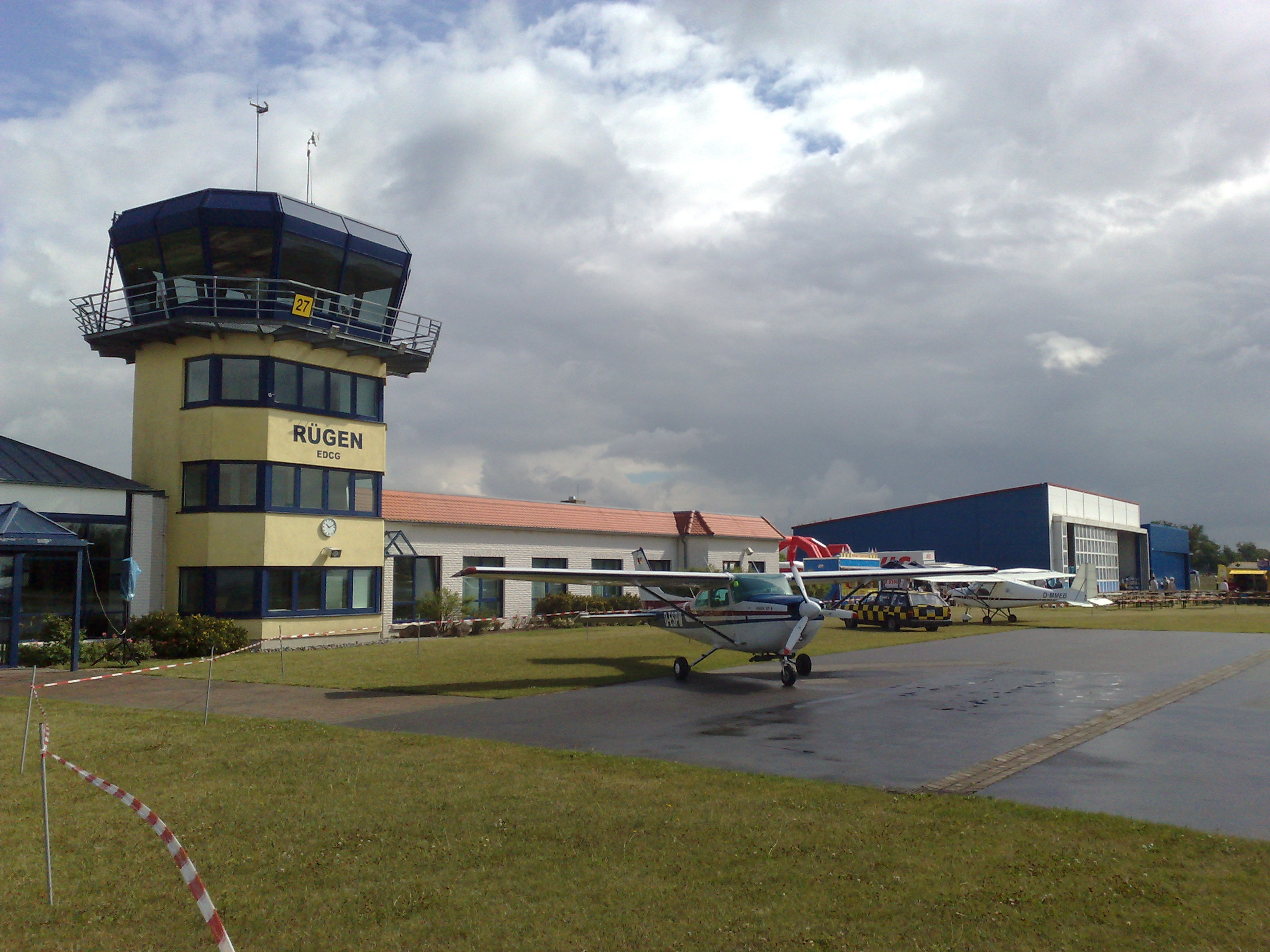
Turm und Hangars auf dem Flugplatz Rügen

Der Verkehrslandeplatz Rügen (ICAO-Code: EDCG) ist der einzige Flugplatz der Insel Rügen. Er liegt auf dem Gebiet der Gemeinde Dreschvitz in deren Ortsteil Güttin, etwa acht Kilometer südwestlich der Stadt Bergen direkt an der B 96. Die Nutzung der asphaltierten Landebahn ist bislang auf Luftfahrzeuge mit einem Maximalgewicht von 5,7 t begrenzt. Für den Nachtflugbetrieb kann die Piste beleuchtet werden.
Der nächstgelegene Verkehrsflughafen ist der Flughafen Barth, die nächsten Flughäfen mit internationalen Zielen sind Rostock-Laage und Heringsdorf (Insel Usedom).

## Anfahrt

### Straße
Der Flugplatz liegt nur wenige hundert Meter von der Bundesstraße 96 entfernt.

### Schiene
Der Flugplatz liegt nahe der Bahnstrecke Stralsund–Sassnitz, der nächstgelegene Bahnhof ist Teschenhagen, etwa drei Straßenkilometer entfernt. Von dort besteht in der Hauptverkehrszeit stündlich Anschluss mit Regional-Express-Zügen nach Stralsund und nach Bergen auf Rügen. Es gibt auch Verbindungen nach Rostock, Sassnitz und Binz.

## Geschichte

### Anfänge
Entstanden ist der Flugplatz als Agrarflugfeld in Güttin mit einer Rasenlandefläche. Nach der ausschließlichen Nutzung für Agrarflüge von 1982 bis 1990 wurden im Sommer 1990 erstmals Rundflüge über die Insel angeboten mit Maschinen der Typen Let Z-37 und Antonow An-2.

### Entwicklung ab 1990
In den Jahren nach 1990 kamen erste Bedarfsflüge nach Bornholm, Berlin-Tempelhof und Hamburg hinzu.
Im Mai 1993 wurde die 750 m lange Graspiste durch eine 900 m lange Asphaltlandebahn mit dazugehörigen Rollwegen ersetzt. 1995 wurde ein Hangar mit einer Grundfläche von 20 m × 30 m errichtet und eine Landebahnbefeuerung mit PAPI installiert. Im Juli 1998 erfolgte die Einweihung eines Abfertigungsgebäudes mit Tower und Gaststätte.
Vorhanden ist auch eine stationäre oberirdische Tankanlage für AvGas sowie Jet A1.

## Veranstaltungen
Seit 1995 veranstaltet der ansässige Fliegerclub jeweils am zweiten Wochenende im Juli Flugtage.